# Burgstall Hornstein (Egling)
Der Burgstall Hornstein ist eine abgegangene Höhenburg und späteres Schloss Hornstein auf dem äußersten nördlichen Ende eine Geländesporns des Isartal-Hochufers anstelle der Kapelle St. Georg in Hornstein, einem Ortsteil der Gemeinde Egling im Landkreis Bad Tölz-Wolfratshausen in Bayern. Die Anlage wird als Bodendenkmal unter der Aktennummer D-1-8034-0004 im Bayernatlas als „Burgstall des Mittelalters und der frühen Neuzeit ("Schloss Hornstein")“ geführt. 

## Geschichte

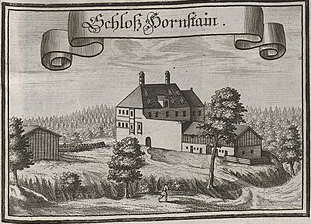
Schloss Hornstein nach einem Stuch von Michael Wening (um 1700)

Die Burg wurde erstmals 1285 erwähnt. Von 1460 bis 1510 werden als Besitzer die Thorer von Eurasburg genannt. In der Zeit von 1524 bis 1578 wurde die Burg abgebrochen und ein Schloss errichtet, das von 1637 bis 1803 im Besitz des Klosters Schäftlarn war. 1810 wurde das Schloss mit der 1325 erwähnten Schlosskapelle abgebrochen und 1868 die Kapelle St. Georg errichtet.

## Beschreibung

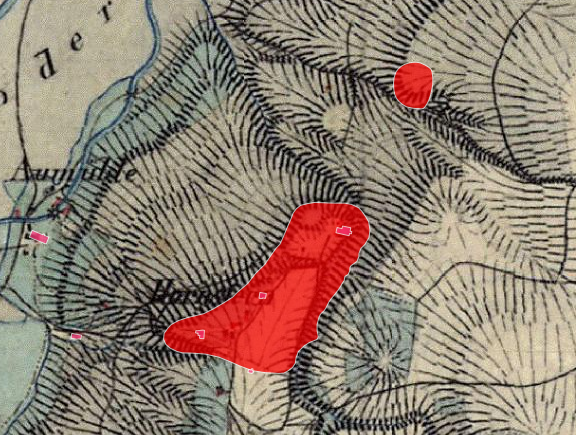
Lageplan von Burgstall Hornstein (Egling) auf dem Urkataster von Bayern

Die Burganlage verfügte am oberen Rand der östlichen Isarterrasse  über ein viereckiges 70 mal 100 Meter großes Kernwerk (Kernburg) mit Abschnittsgraben zur Vorburg mit der Burgkapelle. 
Die Anlage war durch kurze, sehr steile Abfälle nach Westen, Osten und Norden geschützt und nach Süden zum Hinterland durch einen  tiefen Burggraben mit Wall. 
Von der ehemaligen Burganlage sind noch Wall- und Grabenreste und eine Zisterne erhalten. Der Burgstall ist zum Teil mit einem Meierhof überbaut. 450 m nordöstlich befindet sich der Burgstall Deining.